# Bohdan Pomahač

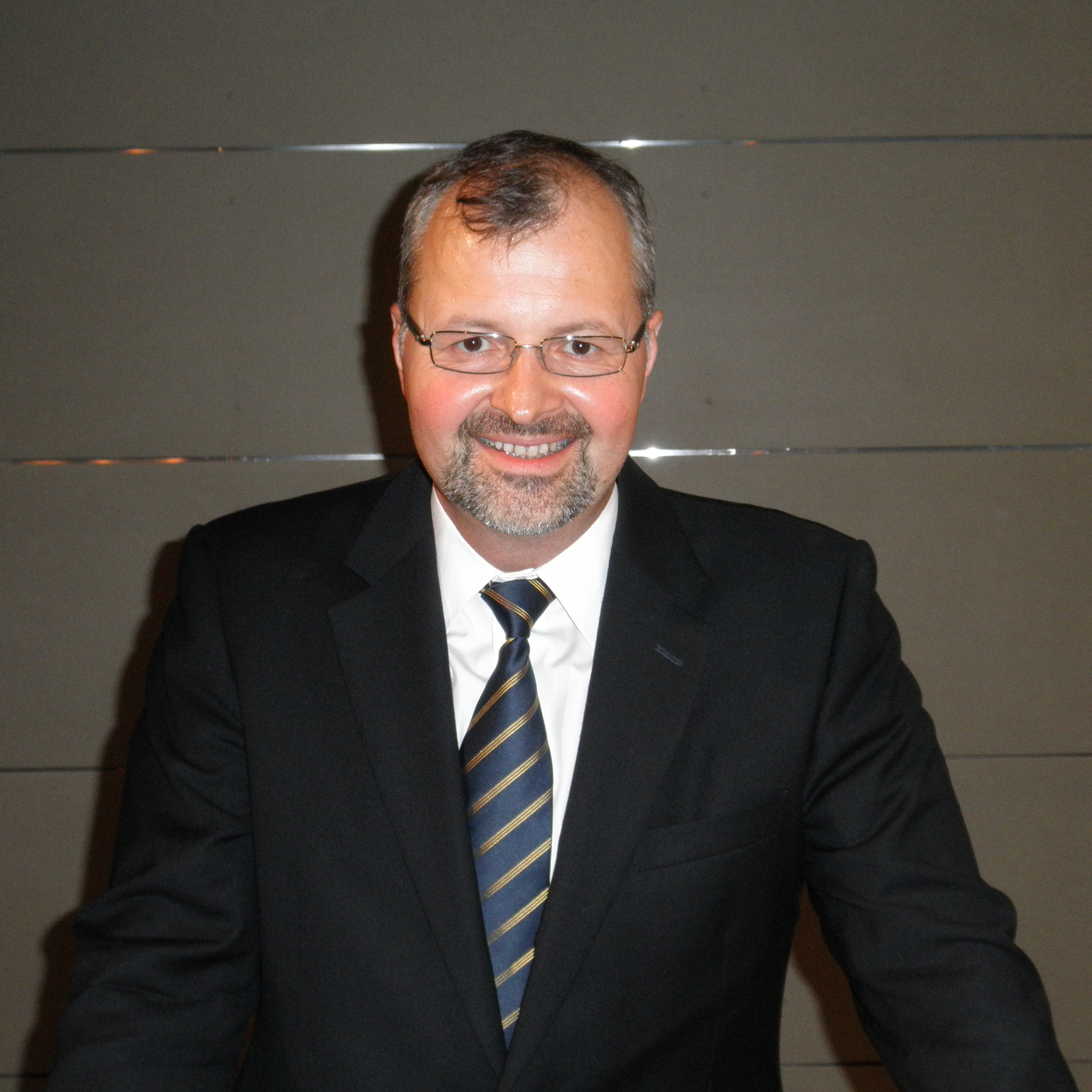
Bohdan Pomahač, 2013

Bohdan Pomahač (ˈboɦdan ˈpomaɦatʃ, * 8. März 1971 in Ostrava) ist ein plastischer Chirurg, der erstmals eine vollständige Transplantation eines menschlichen Gesichts in den USA erfolgreich durchgeführt hat. Er arbeitete am Brigham and Women’s Hospital in Boston. Seit 2021 leitet er die Abteilung für Plastische Chirurgie am Yale New Haven Hospital in Connecticut.